# Flinter Groep
Flinter Groep B.V. war ein Schifffahrtsunternehmen in Barendrecht. Es zählte bis zur Insolvenz im Jahr 2016 zu den fünf größten Schifffahrtsunternehmen in den Niederlanden.

## Geschichte

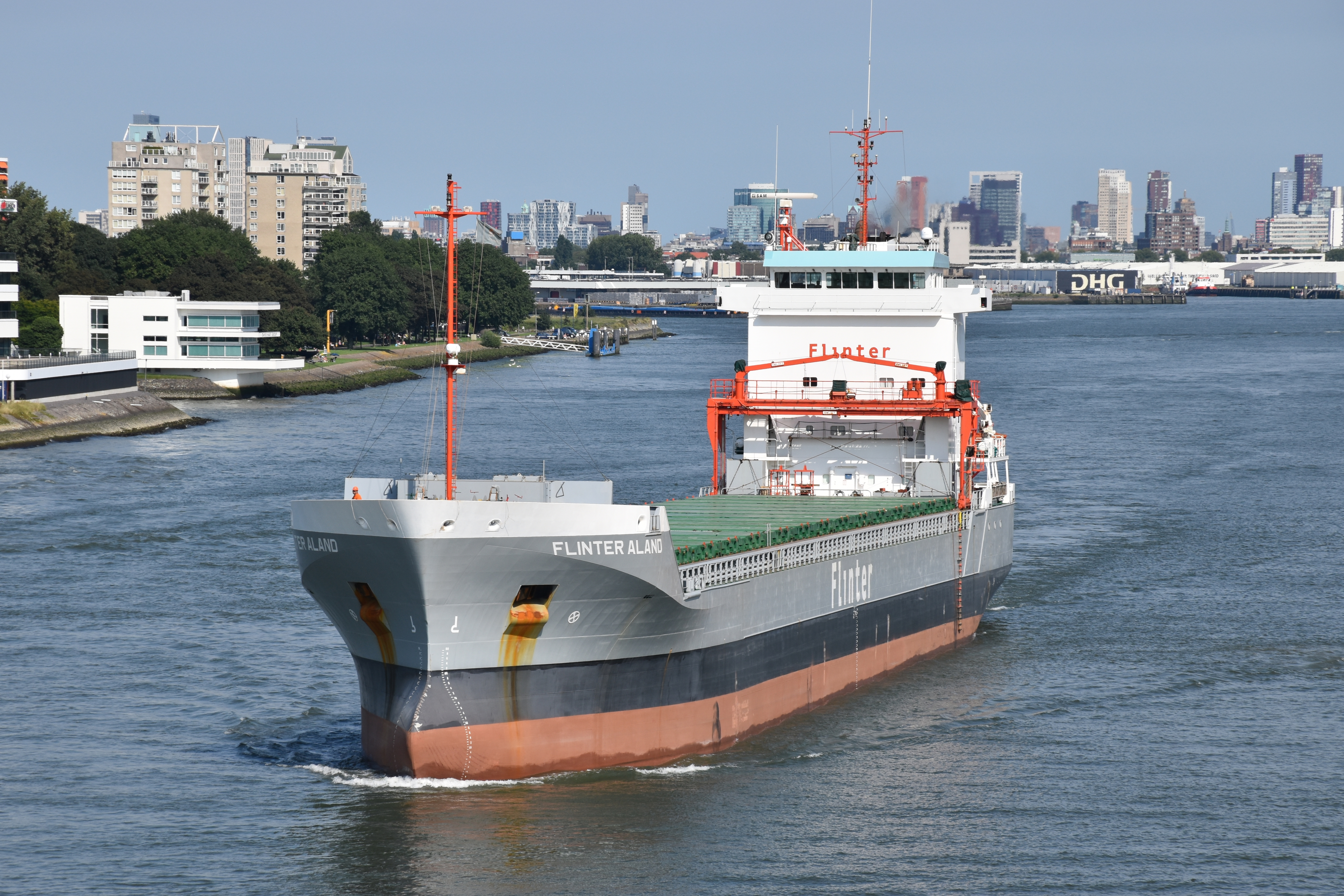
Die Flinter Aland, 2016 in Rotterdam

Das Unternehmen wurde 1989 von Bert Otto und Jan van Niejenhuis in Paterswolde bei Groningen gegründet. Otto arbeitete zuvor in Groningen im Versicherungswesen, Van Niejenhuis hatte zuvor die Delfzijler Reederei Wagenborg geleitet. Das erste Schiff war die Flinterborg, ein Küstenmotorschiff mit etwa 3000 Tonnen Tragfähigkeit. Bis zum Jahr 2000 wuchs die Flotte auf neun Schiffe und Flinter übernahm das Rotterdamer Befrachtungsunternehmen Ancora Shipping, welches seit 2006 ebenfalls unter dem Namen Flinter agierte. Im September 2006 wurde auch das Hauptquartier von Paterswolde nach Barendrecht verlegt.
Im Herbst 2016 wurden rund 40 Mehrzweck-Trockenfrachter mit Tragfähigkeiten bis zu 11.000 Tonnen bereedert. Die Tätigkeiten Flinters umfassten unter anderem das nautische und technische Management, die Bemannung und die Finanzierung der Schiffe. Als weiteres Standbein arbeitete Flinter als Makler bei Schiffsverkäufen. Die Reederei unterhielt Büros in Istanbul, Gdingen, Antwerpen und Vaasa.
Am 14. Oktober 2016 gab Flinter seine Zahlungsunfähigkeit bekannt, nachdem die ING-Bank die weitere Finanzierung von neun Flinter-Schiffen beendet hatte. Die Flinter Groep B.V. wurde am 9. November 2016 durch ein Gericht in Rotterdam für insolvent erklärt und im Anschluss aufgelöst.

## Aufbau
- Flinter Groep BV – diente als übergeordnete Holding der Einzelunternehmen
- Flinter Beheer BV – verwaltete die Einzelunternehmen über die Holding
- Flinter Shared Services BV – führte Verwaltungsaufgaben für die Einzelunternehmen aus.
- Flinter Vlootmaatschap BV – diente als Emissionshaus der eigenen Schiffsfonds
- Maas Participaties BV – verwaltete Gesellschaften der Teilhaber
- Flinter Projects BV – entwickelte Neubauprojekten für Reedereien, Eigner und Investoren.
- Flinter Shipping BV – arbeitete als Befrachtungskontor
- Flinter Management BV – führte die Bereederung durch
- Flinter Newbuilding & Brokerage BV – führte die Bauaufsicht bei Neubauten durch
- Flinter Participaties BV – hielt Anteile an den Schiffen